# Velox (yacht)
Le Velox (yacht) était une goélette construite au Havre par Jacques-Augustin Normand pour le compte d'un jeune noble polonais, Benoît Tyszkiewicz (1852-1935). Elle a été mise à l'eau en janvier 1876 sous le nom de Zemajteij et démantelée en 1914 à la suite du décès de son dernier propriétaire, Auguste Henri Sieber, fils de l'industriel Henri Sieber. Le Velox a marqué son époque et a influencé l'évolution du yachting par son avance technologique et ses performances nautiques.

## Construction
En 1875, le comte polonais Benoît Tyszkiewicz, alors âgé de 23 ans, souhaite disposer d'un navire de haute mer pour ses voyages. Il vient de passer deux ans à Boston où il a été impressionné par les grandes goélettes américaines. De retour en France, il commande à Jacques-Augustin Normand, directeur des chantiers Augustin Normand au Havre, le Zemajteij qui deviendra plus connu sous le nom de Velox. À partir du cahier des charges élaboré par le comte, M. Normand va concevoir une goélette tout à fait novatrice qui va marquer son époque et influencer les plans des futures constructions de voiliers, tant américaines qu'anglaises. 
Le dessin de sa carène, notamment, est révolutionnaire : le Velox est le premier navire à combiner la largeur des yachts américains avec la profondeur des coques anglaises. Cela lui donne une grande raideur à la toile et lui permet de porter une plus grande surface de voilure que la concurrence.
La construction de la coque est également originale : Jacques Augustin Normand va utiliser la méthode du triple bordé (2 diagonaux et un longitudinal) qui apporte légèreté et rigidité. C'est une première pour un navire de cette taille. La stabilité est assurée par un lest de 87 tonnes,. 
L'ensemble de ces caractéristiques donne au Velox de remarquables performances nautiques qui seront saluées par ses différents propriétaires ainsi que par les observateurs de l'époque.

## Histoire
Benoît Tyszkiewicz prend possession de sa goélette en avril 1876. Le comte fait appel à un équipage de la marine impériale russe pour assurer la manœuvre et le Zemajteij quitte le Havre pour Nice. Le navire se comporte très bien à la mer, l'équipage enregistre des pointes de vitesse à 16,5 nœuds. La grande goélette fait ensuite escale à Alger puis appareille pour Sébastopol en Crimée, siège de la Marine Impériale Russe. À la suite d'une erreur de manœuvre, le Zemajtiej  s'échoue sur les côtes de Crimée, heureusement sans dommage. Mais cet incident contrarie Clara Elizabeth Tyszkiewicz (1857-1883) qui demande à son époux de revenir à Czerwony Dwor, leur domicile polonais. Le comte se résout à rentrer et fait convoyer le Zemajtiej au Havre où il est désarmé et mis en vente en 1877.       
Le Zemajtiej restera pratiquement deux ans dans cet état, jusqu'à ce que le baron  Eugène Roissart de Bellet tombe sous son charme et s'en porte acquéreur le 8 septembre 1879. Le baron fait réarmer le yacht et le rebaptise Velox, ce qui veut dire rapide en latin. Il choisit pour capitaine Jean-Jacques Flambart, qui a pour première mission de recruter le nouvel équipage. Le matin du 24 octobre 1879, la grande goélette est fin prête et appareille à nouveau du port du Havre pour une croisière de onze mois en Méditerranée. Le Velox arrive à Nice le 14 janvier 1880. Eugène Roissart de Bellet inscrit son navire à la deuxième édition des régates internationales de Nice. Le monde du yachting s'enthousiasme de voir la goélette française se mesurer à des adversaires à sa taille. Mais la mère du baron décède dans l’intervalle et le Velox ne participera pas à la régate. Eugène Roissart de Bellet continuera à naviguer avec sa goélette en Méditerranée puis en Mer du Nord jusqu'en 1883, date à laquelle il la remet en vente, désirant alors s'essayer à la navigation à vapeur.    
Le Velox va rester à nouveau deux ans désarmé dans le port du Havre, jusqu'au printemps 1886 où Auguste Henri Sieber (1843-1913), héritier d'une importante famille industrielle du nord de la France, se porte acquéreur de la goélette. Il la fera naviguer jusqu'en 1913, date de son décès et entreprendra pratiquement chaque été pendant 27 ans, des croisières en Méditerranée, Mer du Nord et Atlantique . À la mort d'Auguste Henri Sieber, ses héritiers qui n'apprécient pas le yachting à voile, remettent le Velox en vente. Mais la période n'est pas faste, nous sommes en 1914 et la guerre vient d'être déclarée. Le Velox ne trouve qu'un démolisseur pour tout acquéreur et sera démantelé entre 1914 et 1916 dans le bassin Vauban du port du Havre.    
Malgré son avance technologique et ses remarquables performances, le Velox n'a jamais participé à une régate en compétition avec les grandes goélettes américaines et anglaises de son temps.

## Villa Velox
Auguste Henri Sieber était propriétaire d'une villa à Dinard, à la pointe de la Malouine, qu'il avait appelée Villa Velox en l'honneur de son yacht. Cette villa, de style néo-gothique, construite vers 1895, est référencée au patrimoine architectural par le ministère de la Culture, avec sa voisine, la villa Ker Annick, qui appartenait à la sœur de M. Sieber et à son mari, M. Pierre René Bertrand, baron de Boucheporn, descendant de Claude-François Bertrand de Boucheporn.

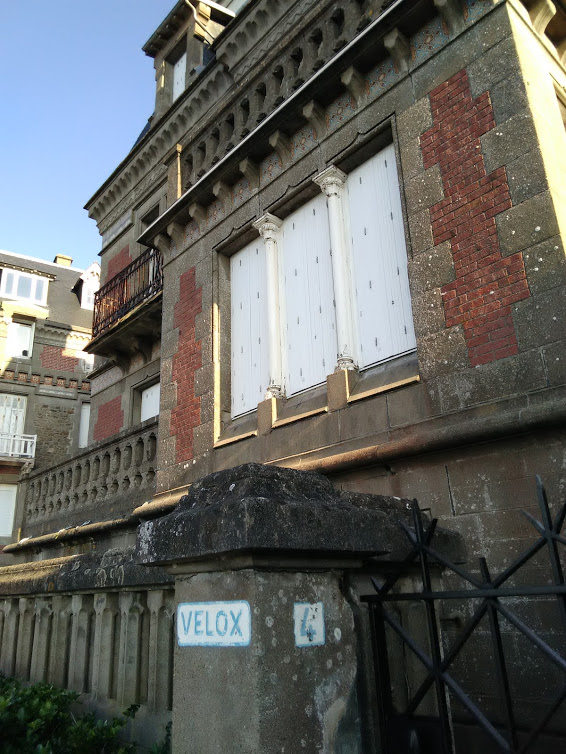
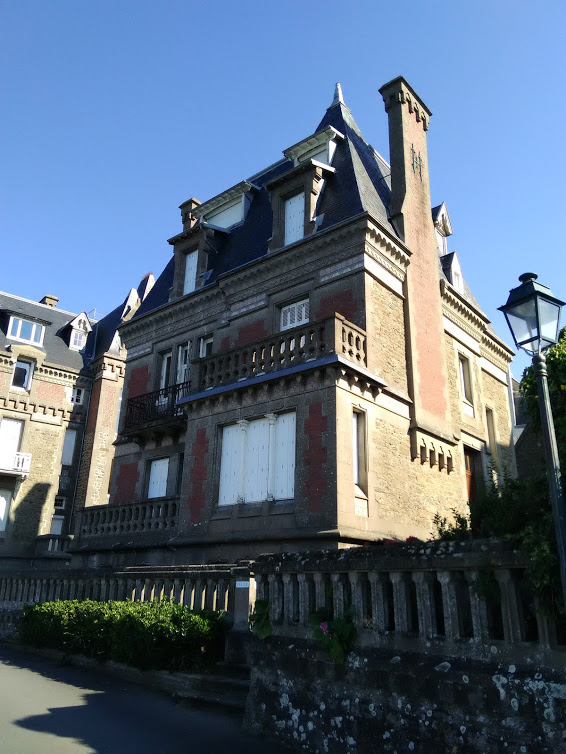